# Scandal at Scourie
Scandal at Scourie is een Amerikaanse film in Technicolor uit 1953 onder regie van Jean Negulesco. De film is gebaseerd op het korte verhaal Good Boy uit 1951 van Mary McSherry. Destijds werd het in Nederland uitgebracht onder de titel Schandaal om een Kind.

## Verhaal

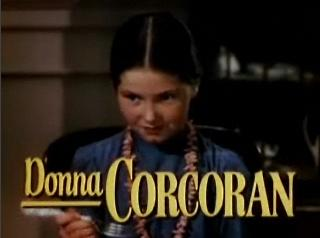
De jonge Patsy

Een grote brand verwoest een katholiek weeshuis in de Canadese provincie Quebec. De nonnen treffen weesmeisje Patsy met haar goudvis aan in de bossen, waar ze verschrikt zit verborgen. Ze biecht op dat ze de brand per ongeluk heeft veroorzaakt, toen ze na een nachtmerrie per ongeluk een kaars omstootte. Ze wordt gesteund door zuster Josephine. De nonnen besluiten met de kinderen door het land te reizen, op zoek naar koppels die een van hen wil adopteren. Ze stoppen in een provincie genaamd Scourie, waar de lokale dominee Reilly de nonnen vertelt dat het merendeel van de inwoners protestants is.
Op een dag bevindt Patsy zich bij een meer en wordt er opgemerkt door Victoria McChesney, de kinderloze vrouw van de burgemeester en winkeleigenaar. Ze is dol op het jonge meisje en wil haar onmiddellijk adopteren. Haar echtgenoot Patrick is echter een protestant en wil geen katholiek meisje als dochter hebben. Victoria is vastberaden Patsy te adopteren en drijft haar zin door. De dominee en enkele dorpsbewoners vinden het schandalig dat twee protestanten een meisje katholiek willen opvoeden en komen in opstand. Nieuwsverslaggever B. G. Belney, Victoria's vroegere geliefde en Patricks concurrent in de opkomende verkiezingen, ziet het schandaal als een ideale manier om te winnen.
Op haar eerste schooldag, ontdekt Patsy dat ze in de klas zit met Edward, een andere katholieke weeskind en pestkop die onlangs is geadopteerd door de katholieke familie Swazey. De volgende dag wordt in de krant een artikel gepubliceerd, dat Patrick haar enkel heeft geadopteerd om stemmen te winnen van de katholieken. Patrick ziet zijn politieke carrière langzaam in deugen vallen en merkt zich ernstig zorgen. Ondertussen begint Patsy zich af te vragen of ze misschien een buitenechtelijk kind is. Patrick vertelt zijn vrouw dat hij het meisje liever wil wegsturen en weet niet dat Patsy het gesprek kan horen.
Op hetzelfde moment breekt er een brand uit op Patsy's school. Omdat Patsy al eerder een brand heeft veroorzaakt, is zij de hoofdgedachte van de stichting ervan. Net voordat Victoria wil bekendmaken het kind af te staan, komt Patrick op voor zijn geadopteerde dochter. Hij maakt een einde aan zijn politieke carrière en wil zich gaan focussen op zijn gezin. Patsy blijkt echter spoorloos te zijn. Terwijl ze naar haar op zoek zijn in een storm, krijgt Belney een brief in handen waarin Edward bekent dat hij de brand heeft gestart. Patsy bevindt zich op dat moment in de bossen en komt Edward tegen, die ook van huis is weggelopen. De volgende dag worden ze echter gevonden door Victoria. Uiteindelijk worden de kinderen herenigd met hun families.

## Rolbezetting
| Acteur           | Personage                  |
| ---------------- | -------------------------- |
| Greer Garson     | Mevrouw Victoria McChesney |
| Walter Pidgeon   | Patrick J. McChesney       |
| Agnes Moorehead  | Zuster Josephine           |
| Donna Corcoran   | Patsy                      |
| Arthur Shields   | Dominee Reilly             |
| Philip Ober      | B.G. Belney                |
| Rhys Williams    | Bill Swazey                |
| Margalo Gillmore | Alice Hanover              |
| John Lupton      | Artemus                    |
| Philip Tonge     | Fred Gogarty               |
| Wilton Graff     | Meneer Leffington          |
| Ian Wolfe        | Gemeenteraadslid Hurdwell  |
| Michael Pate     | Dominee Williams           |
| Tony Taylor      | Edward                     |

## Achtergrond

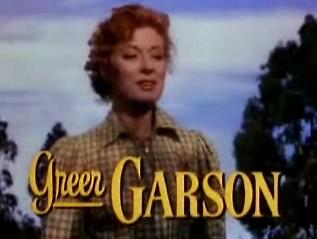
Greer Garson als Victoria McChesney

In januari 1952 werden Greer Garson en Walter Pidgeon voor de zevende keer naast elkaar geplaatst, toen ze gecast werden in deze film. De verwachtingen lagen al vanaf begins af aan niet hoog. Columnist Louella Parsons schreef dat Garson al in haar laatste film The Law and the Lady (1951) niet op haar best was en wellicht drukker bezig was met haar huwelijk dan het acteervak. Na de uitbrengst werd het inderdaad slecht ontvangen. The New York Times had kritiek op de rollen van Garson en Pidgeon, maar sprak wel met lof over Donna Corcoran. Ook het dagblad Variety sprak lovend over de kindster. De film kreeg weinig aandacht van de pers en het publiek en had uiteindelijk een verlies van $333.000.